# Juan Pedro Ramírez López
Juan Pedro Ramírez López (Las Palmas de Gran Canaria, 30 aprile 1991) è un calciatore spagnolo, difensore dell'Atlético San Luis.

## Caratteristiche tecniche
È un difensore centrale.

## Carriera

### Club
Cresciuto nelle giovanili del Las Palmas, ha esordito il 13 giugno 2009 in un match pareggiato 0-0 contro il Rayo Vallecano.

## Statistiche

### Presenze e reti nei club
Statistiche aggiornate al 10 marzo 2025.
| Stagione                | Squadra                 | Campionato              | Campionato | Campionato | Coppe nazionali | Coppe nazionali | Coppe nazionali | Coppe continentali | Coppe continentali | Coppe continentali | Altre coppe | Altre coppe | Altre coppe | Totale | Totale | Totale |
| Stagione                | Squadra                 | Comp                    | Pres       | Reti       | Comp            | Pres            | Reti            | Comp               | Pres               | Reti               | Comp        | Pres        | Reti        | Pres   | Reti   |        |
| ----------------------- | ----------------------- | ----------------------- | ---------- | ---------- | --------------- | --------------- | --------------- | ------------------ | ------------------ | ------------------ | ----------- | ----------- | ----------- | ------ | ------ | ------ |
| 2008-2009               | Las Palmas              | SD                      | 1          | 0          | CR              | 0               | 0               |                    | -                  | -                  |             | -           | -           | 1      | 0      |        |
| 2009-2010               | Las Palmas              | SD                      | 0          | 0          | CR              | 0               | 0               |                    | -                  | -                  |             | -           | -           | 0      | 0      |        |
| 2010-2011               | Las Palmas              | SD                      | 10         | 0          | CR              | 1               | 0               |                    | -                  | -                  |             | -           | -           | 11     | 0      |        |
| 2011-2012               | Las Palmas              | SD                      | 19         | 1          | CR              | 0               | 0               |                    | -                  | -                  |             | -           | -           | 19     | 0      |        |
| 2012-2013               | Las Palmas              | SD                      | 2          | 0          | CR              | 0               | 0               |                    | -                  | -                  |             | -           | -           | 2      | 0      |        |
| Totale Las Palmas       | Totale Las Palmas       | Totale Las Palmas       | 32         | 1          |                 | 1               | 0               |                    | -                  | -                  |             | -           | -           | 33     | 1      |        |
| 2013-2014               | Racing Santander        | SB                      | 30         | 4          | CR              | 5               | 0               |                    | -                  | -                  |             | -           | -           | 35     | 0      |        |
| 2014-2015               | Racing Santander        | SD                      | 36         | 2          | CR              | 0               | 0               |                    | -                  | -                  |             | -           | -           | 36     | 0      |        |
| Totale Racing Santander | Totale Racing Santander | Totale Racing Santander | 66         | 6          |                 | 5               | 0               |                    | -                  | -                  |             | -           | -           | 71     | 6      |        |
| 2015-2016               | Real Valladolid         | SD                      | 33         | 0          | CR              | 1               | 0               |                    | -                  | -                  |             | -           | -           | 34     | 0      |        |
| 2016-2017               | Girona                  | SD                      | 35         | 2          | CR              | 0               | 0               |                    | -                  | -                  |             | -           | -           | 35     | 2      |        |
| 2017-2018               | Girona                  | PD                      | 35         | 5          | CR              | 0               | 0               |                    | -                  | -                  |             | -           | -           | 35     | 5      |        |
| 2018-2019               | Girona                  | PD                      | 33         | 0          | CR              | 3               | 0               |                    | -                  | -                  |             | -           | -           | 36     | 0      |        |
| 2019-2020               | Girona                  | SD                      | 37         | 0          | CR              | 0               | 0               |                    | -                  | -                  |             | -           | -           | 37     | 0      |        |
| 2020-2021               | Girona                  | SD                      | 19         | 2          | CR              | 0               | 0               |                    | -                  | -                  |             | -           | -           | 19     | 2      |        |
| 2021-2022               | Girona                  | SD                      | 42         | 2          | CR              | 3               | 0               |                    | -                  | -                  |             | -           | -           | 45     | 2      |        |
| 2022-2023               | Girona                  | PD                      | 19         | 1          | CR              | 0               | 0               |                    | -                  | -                  |             | -           | -           | 19     | 1      |        |
| 2023-2024               | Girona                  | PD                      | 17         | 0          | CR              | 4               | 0               |                    | -                  | -                  |             | -           | -           | 21     | 0      |        |
| 2024-2025               | Girona                  | PD                      | 9          | 0          | CR              | 2               | 0               | UCL                | 5                  | 1                  |             | -           | -           | 16     | 1      |        |
| Totale Girona           | Totale Girona           | Totale Girona           | 246        | 12         |                 | 12              | 0               |                    | 5                  | 1                  |             | -           | -           | 263    | 13     |        |
| Totale carriera         | Totale carriera         | Totale carriera         | 377        | 19         |                 | 19              | 0               |                    | 5                  | 1                  |             | -           | -           | 401    | 20     |        |